# Cantón de Alicante
El cantón de Alicante fue un cantón de escasísima duración en el contexto de la rebelión cantonal que tuvo lugar en España bajo la Primera República Española. Fue creado el 20 de julio como resultado de una expedición marítima del Cantón Murciano pero en cuanto se marcharon los cantonales murcianos de vuelta a Cartagena las autoridades locales "centralistas" -que así llamaban los insurgentes a los partidarios del gobierno de Madrid- recuperaron el control y pusieron fin al cantón el 23 de julio.

## Historia

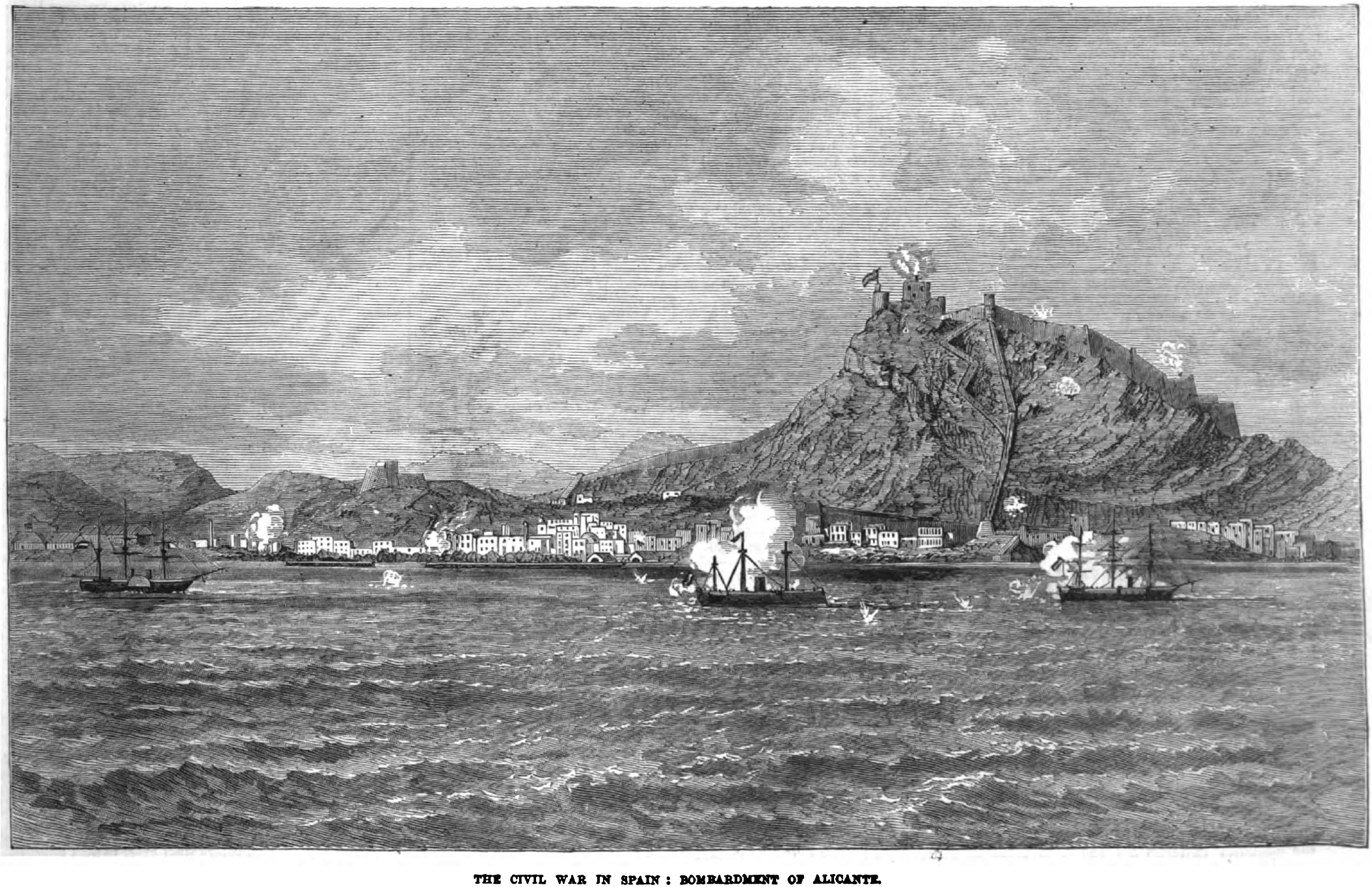
El bombardeo de Alicante. 1873

La primera expedición marítima del Cantón Murciano desde Cartagena tuvo lugar el 20 de julio de 1873 en una acción simultánea del vapor de ruedas Fernando el Católico al mando del general Juan Contreras hacia Mazarrón y Águilas en la costa murciana, y de la fragata blindada Vitoria al mando de "Antonete" Gálvez hacia Alicante. En principio las dos misiones tuvieron éxito pues Mazarrón y Águilas se incorporaron al "Cantón Murciano" y Gálvez proclamó el cantón de Alicante, constituyendo una Junta de Salud Pública. Pero tres días después de la vuelta de la Vitoria a Cartagena las autoridades "centralistas" recuperaron el control de Alicante y pusieron fin al cantón. Gálvez regresó en el Vigilante, que fue requisado en el puerto de Alicante, e hizo escala en Torrevieja donde una comisión se entrevistó con él para adherirse al "Cantón Murciano", dejando de pertenecer a la provincia de Alicante. Pero cuando el 23 de julio el Vigilante estaba a punto de entrar en Cartagena fue interceptado por la fragata alemana SMS Friedrich Carl haciendo uso del decreto recién aprobado por el gobierno de Nicolás Salmerón que declaraba "piratas" a todos los barcos que enarbolaran la bandera roja cantonal por lo que podían ser apresados por los buques de cualquier país dentro incluso de las aguas jurisdiccionales españolas. Además el comodoro R. Werner comandante de la Friedrich Carl exigía la entrega de la fragata Vitoria porque también había enarbolado la bandera roja. Finalmente la Junta de Cartagena entregó el Vigilante a Werner pero no la Vitoria que estaba a salvo en el puerto.